# 18-та армія (СРСР)

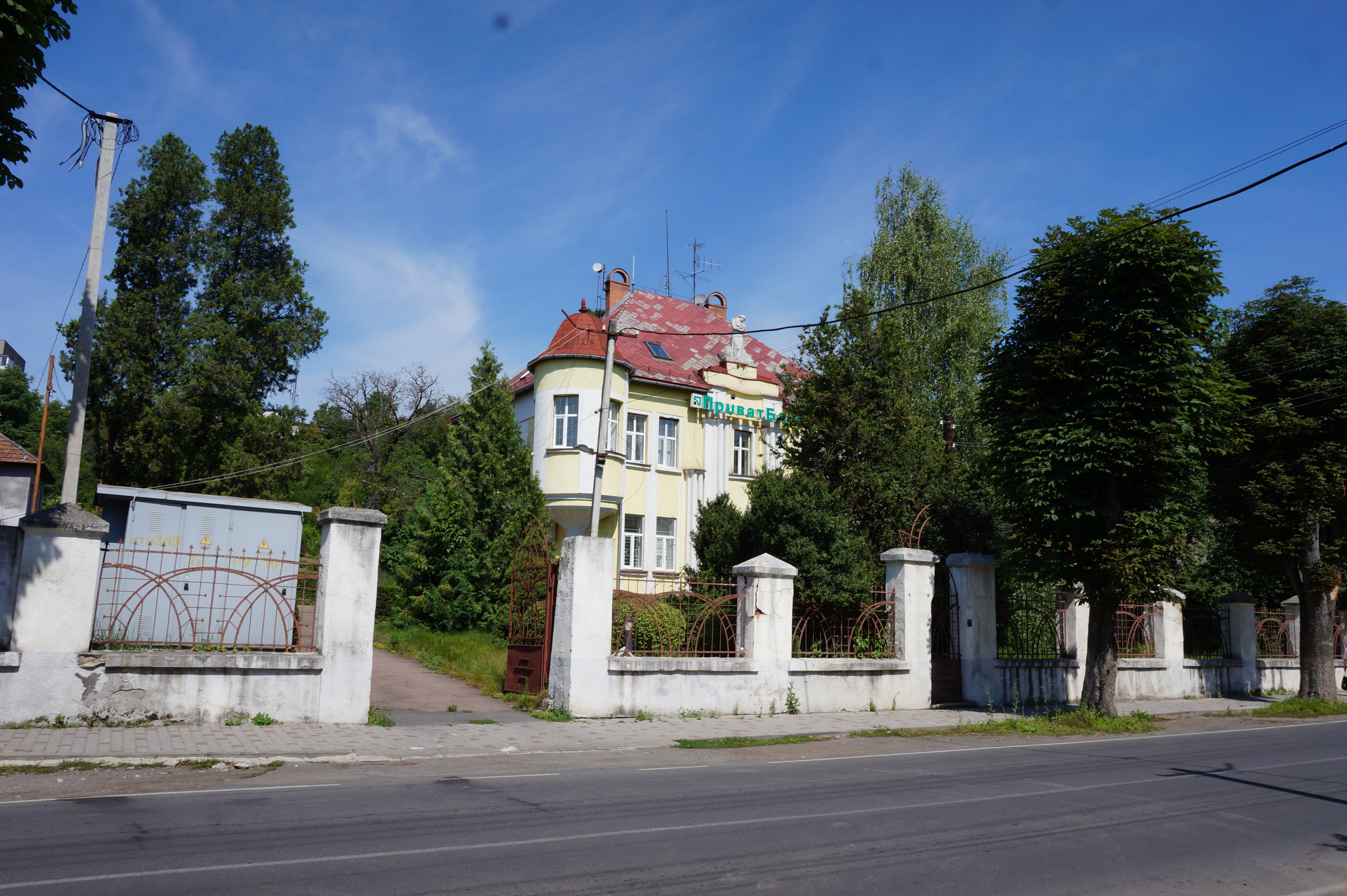
Будинок в Ужгороді по вул. Берчені, 45, де розташовувався штаб 18-ї армії

Вісімна́дцята а́рмія (18 А) — загальновійськова армія (з 15 лютого по 5 квітня 1944 18-та десантна армія) у складі Збройних сил СРСР з червня 1941 по травень 1946 року.

## Командування
- Командувачі:
  - генерал-лейтенант Смирнов А. К. (червень — жовтень 1941);
  - генерал-майор Колпакчи В. Я. (жовтень — листопад 1941);
  - генерал-майор, з березня 1942 генерал-лейтенант Камков Ф. В. (листопад 1941 — лютий 1942 та квітень — жовтень 1942);
  - генерал-лейтенант Смирнов І. К. (лютий — квітень 1942);
  - генерал-майор Гречко А. А. (жовтень 1942 — січень 1943);
  - генерал-майор генерал-майор Рижов О. І. (січень — лютий 1943);
  - генерал-майор Коротеєв К. А. (лютий — березень 1943);
  - генерал-лейтенант, з жовтня 1943 генерал-полковник Леселідзе К. М. (березень 1943 — лютий 1944);
  - генерал-лейтенант Журавльов Є. П. (лютий — листопад 1944);
  - генерал-майор, з січня 1945 генерал-лейтенант Гастилович А. Й. (листопад 1944 — до кінця війни).